# تملوشايت
تملوشايت هي قرية صغيرة  في جبل نفوسة تتبع إداريا مدينة تندميرة العريقة ، تبعد قرابة 20 عشرين كم من كاباو، من جهة الغرب تنتصب مبانيها على قمة جبل يطل على واد صغير، ويمتد هذا الوادي، باتجاه الشمال حتى سهل الجفارة. وبالإمكان أن يرى المرء قريتي ويقابلها من الجهة الأخرى للوادي طمزين وفرسطاء.

## معالم أثرية

### مسجد توزينزر بتندميرة
يرجع بناء مسجد توزينزر العتيق إلى القرن الثالث الهجري/التاسع الميلادي، في مدينة تندميرة المجاورة والتي كانت عاصمة الجبل في القرن الثاني الهجري/الثامن الميلادي، في حين تؤكد بعض المصادر التاريخية على وجود تملوشايت في القرن الرابع الهجري/ بعد أكثر من قرن على بناء المسجد العتيق بتدميرة التاريخية
يُذكر أن مسجد تملوشايت يعرف باسم بوزارزارت (Buzarzart) وأن شهرة تملوشايت تعود إلى العلماء الذين ينتسبون إليها، ومنهم أبو هارون التملوشايتي، تلميذ محمد بن خصيب.

### مسجد أبي نصر
يوجد مسجد أبي نصر فتح بن نوح الملوشائي الماجري التندميرتي صاحب القصيدة الرائية في الصلاة والنونية في العقيدة والتوحيد في مدينة تندميرة على مسافة قريبة من قرية تملوشايت، وتدل بقايا الآثار حول مسجد أبى نصر على اتساعه، مقارنة بمساجد الجبل القديمة، وتبلغ مساحته 144 مترًا مربعًا تقريبًا.
سمي المسجد نسبة إلى العالم الجليل أبو نصر فتح بن نوح  وهو أحد علماء جبل نفوسة المعروفين في القرن السابع الهجري/الثالث عشر الميلادي، واشتهرت له المنظومة النونية في العقيدة.
ولا يزال أحفاده في تندميرة يحفظون أولادهم قصيدتي الرائية والنونية حتى يوم الناس هذا
لا يمثل هذا المسجد أي قيمة فنية أو معمارية في الواقع، بقدر ما تمثل نسبته إلى أبي نصر من أهمية. ومن ناحية أخرى، يعد المسجد مثالًا لمسجد إباضي يعود تاريخه إلى القرن السابع الهجري/الثالث عشر الميلادي، وهذا يدل على أن الإباضيين لم يعيرا اهتمامًا للشكل في بناء المساجد.